# Liste der Friedhöfe in Heidelberg
Die Liste der Friedhöfe in Heidelberg gibt eine Übersicht über die 17 Friedhöfe in der Stadt Heidelberg.

## Liste der Friedhöfe
| Bild            | Name                            | Stadtteil/Lage | Fläche [ha] | Eröffnung    | Anmerkungen |
| --------------- | ------------------------------- | -------------- | ----------- | ------------ | --- |
| weitere Bilder  | Bergfriedhof                    | Südstadt       | 15          | 1844         | geplant von Johann Christian Metzger, bis 1952 mehrmals erweitert                                                       |
| weitere Bilder  | Jüdischer Friedhof Bergfriedhof | Südstadt       | 1,1         | 1876         | eigenständiger Friedhof innerhalb des Geländes des Bergfriedhofs                                                        |
| weitere Bilder  | Ehrenfriedhof                   | Altstadt       | 17,2        | 1934         | |
| weitere Bilder  | Friedhof Grenzhof               | Wieblingen     |             | 1818         | beim Weiler Grenzhof |
| weitere Bilder  | Friedhof Handschuhsheim         | Handschuhsheim | 6,5         | 1843         | mehrmals erweitert, 2016 jüdischer Friedhofsteil angelegt                                                               |
| weitere Bilder  | Friedhof Kirchheim              | Kirchheim      | 5,5         | 1852         | um 1950 erweitert |
|                 | Jüdischer Friedhof Klingenteich | Altstadt       | 0,2         | 1701         | 1876 geschlossen |
| weitere Bilder  | Friedhof Neuenheim              | Neuenheim      | 0,8         | 1876         | 1897 erweitert, 1982 für Erdbestattungen geschlossen, 1997 wiedereröffnet                                               |
| Bild gesucht BW | Friedhof Peterstal              | Ziegelhausen   | 0,5         | 1737         | Friedhof der ehemals selbstständigen Gemeinde Peterstal                                                                 |
| weitere Bilder  | Friedhof Pfaffengrund           | Pfaffengrund   | 2,3         | 1998         | mit muslimischem Grabfeld                                                                                               |
| weitere Bilder  | Friedhof Rohrbach               | Rohrbach       | 3,0         | 1811         | 1842, 1858 und 1991 erweitert                                                                                           |
| weitere Bilder  | Alter Friedhof Schlierbach      | Schlierbach    | 0,2         | 15. Jh.      | ursprünglich um die Gutleuthofkapelle gelegen, durch den Bahnbau 1861 verkleinert, 1956 für Erdbestattungen geschlossen |
| weitere Bilder  | Neuer Friedhof Schlierbach      | Schlierbach    | 1,1         | um 1950      | |
| weitere Bilder  | Alter Friedhof Wieblingen       | Wieblingen     | 0,9         | um 1810      | 1858 und um 1950 erweitert, 1987 geschlossen, 1997 wiedereröffnet                                                       |
| weitere Bilder  | Neuer Friedhof Wieblingen       | Wieblingen     | 2,8         | um 1965      | |
| Bild gesucht BW | Alter Friedhof Ziegelhausen     | Ziegelhausen   | 1,0         | Ende 16. Jh. | |
| Bild gesucht BW | Friedhof Ziegelhausen Köpfel    | Ziegelhausen   | 1,6         | 1984         | |